# Normanci
Normanci es una localidad de Croacia situada en el municipio de Koška, en el condado de Osijek-Baranya. Según el censo de 2021, tiene una población de 269 habitantes.

## Geografía
Está situada a una altitud de 94 metros sobre el nivel del mar, a unos 287 km de la capital nacional, Zagreb.

## Demografía
| Gráfica de población de Normanci 1857-2011                         |
|                                                                    |
| Según los censos de población de la Oficina de Estadísticas Croata |